# شيزر
شيزر بلدة سورية تتبع ناحية مركز محردة في منطقة محردة في محافظة حماة. بلغ عدد سكانها 5953 نسمة في عام 2004 حسب إحصاء المكتب المركزي للإحصاء.
تقع على نهر العاصي وعلى مسافة 30 كم شمال غرب مدينة حماة في سوريا. من أهم معالمها قلعة شيزر الأثرية وتتداخل بيوت القرية مع قلعتها الأثرية من الجانب الغربي للقلعة.

## لمحة تاريخية
تاريخ شيزر حافل بالأحداث منذ القدم وكانت شيزر قديما من المدن السورية المهمة وكان يطلق اسم (سيزار وسنزار) وسميت في العهد السلوقي (لاريسا)، توجد بها الكثير من الآثار من أهمها قلعة شيزر الأثرية التي بنيت في القرن الرابع قبل الميلاد وشهدت أحداث تاريخية مهمّة وفتحها العرب عام 17 هجري بقيادة أبو عبيدة بن الجراح ومن أشهر أمراء وحكام شيزر أسامة بن منقذ من عائلة بنو منقذ الذين جعلوا شيزر حامية مهمة في منطقة نهر العاصي.

## أعلام
- أسامة بن منقذ

## وصلات خارجية
- الوحدات الإدارية في محافظة حماة نسخة محفوظة 18 أبريل 2019 على موقع واي باك مشين.
- قلعة شيزر